# Heino Kaski
Heino Kaski   (Pielisjärvi, 21 de juny de 1885 - Hèlsinki, 19 de setembre de 1957) fou un compositor i pianista finlandès.

## Biografia
Kaski va néixer a Pielisjärvi al sí de la família d'un cantor. El seu pare li va ensenyar a tocar el violí i, en general, li va donar suport: quan Kaski va abandonar l'escola secundària per estudiar música a temps complet a Hèlsinki, no va posar cap objecció. Kaski va estudiar primer a l'escola de cantors i organistes de Hèlsinki, i després va entrar a l'Escola de l'Orquestra Filharmònica. Allà va continuar estudiant el violí, però també va ser tutoritzat en teoria de la música (per Ilmari Krohn) i composició (per Erkki Melartin).
El 1911, per recomanació de Jean Sibelius, Kaski va rebre una beca que li va permetre estudiar durant quatre anys a Berlín, sota el mestratge de Paul Juon. El 1914 va tornar a Finlàndia; una de les seves obres més grans, Simfonia en si menor, va ser composta entre 1914 i 1919 sota la direcció parcial de Selim Palmgren. La simfonia es va representar el 2 d'octubre de 1919. El mateix any, Kaski va tornar a sortir altre cop del seu país, va estudiar amb Otto Taubmann a Berlín, i després va viatjar i va estudiar a Itàlia i França. Finalment va tornar a Finlàndia el 1924, i des de llavors va treballar com a professor de música a diverses escoles. Va donar nou concerts de composició i el 1950 va ser guardonat amb la Medalla Pro Finlàndia. El 20 de setembre de 1957, amb 72 anys, Kaski va morir a Hèlsinki. La seva mort va ser eclipsada per la de Jean Sibelius, que va morir el mateix dia, a l'edat de 91 anys. És enterrat al cementiri de Hietaniemi, a Hèlsinki.
Kaski és conegut habitualment per les seves miniatures de piano (que són més de cent), en les quals mostra un do natural per a la melodia, i per les seves cançons (de manera similar més d'un centenar d'elles), tot i que també va ser autor de nombroses obres de cambra, quatre suites orquestrals i moltes altres peces.

## Obres seleccionades
- Impromptu, per a piano, op. 5/2
- Preludi en sol bemoll major, op. 7
- Simfonia en si menor, op. 16 (1919)
- Reverie, per a piano, op. 19/1
- Die Quellenymphe, per a piano, op. 19/2
- Syysaamu (Matí de tardor), per a piano, op. 21/2
- Kevätaamu Caprilla (Matí de primavera a Capri), per a piano, op. 25/3
- Sonata per a violí (1920)
- Sonata per a violoncel (1923)
- Yö meren rannalla (Nit vora el mar), per a piano, op. 34/1
- Peces per a piano op. 48:
- Pankakoski (Preludi en si menor), per a piano, op. 48/1
- Vanha kellotapuli, per a piano, op. 48/2
- Walamo, per a piano, op. 48/3
- Sonata per a flauta en si major, op. 51 (1937)
- Quatre suites orquestrals, poema simfònic, obres de cambra, prop d'un centenar de cançons i una quantitat similar de música per a piano solista.